# Melicodae
Melicodae, nadtribus trava opisan 2017. koji uključuje tribuse Brylkinieae i Meliceae.
To su trajnice. Tip je Melica; Melica i Glyceria su široko rasprostranjene; Koordersiochloa je na kontinentima koji okružuju Indijski ocean u suptropskim visovima; Triniochloa je sa zapadne hemisfere; ostali su rodovi relativno lokalizirani.

## Tribusi i rodovi
1. Tribus Brylkinieae Tateoka
  1. Brylkinia F. Schmidt (1 sp.)
2. Tribus Meliceae Rchb.
  1. Glyceria R. Br. (41 spp.)
  2. Lycochloa Sam. (1 sp.)
  3. Melica L. (91 spp.)
  4. Pleuropogon R. Br. (5 spp.)
  5. Schizachne Hack. (1 sp.)
  6. Koordersiochloa Merr. (2 spp.)
  7. Triniochloa Hitchc. (6 spp.)